# Iizuka
Iizuka (jap. 飯塚市 Iizuka-shi) – miasto w Japonii, w prefekturze Fukuoka, na wyspie Kiusiu.

## Historia
1 kwietnia 1889 roku powstało miasteczko Iizuka (町). 20 stycznia 1932 roku Iizuka zdobyła status miasta (市). 1 kwietnia 1963 roku miejscowości Futase, Kōbukuro i wioska Chinzei (z powiatu Kaho) zostały połączone z miastem. 26 marca 2006 roku miasto powiększyło się o tereny miasteczek Chikuho, Honami, Kaita i Shōnai (z powiatu Kaho).

## Populacja
Zmiany w populacji Iizuki w latach 1970–2015:
| Rok  | Populacja |
| ---- | --------- |
| 1970 | 126 934   |
| 1975 | 128 058   |
| 1980 | 135 852   |
| 1985 | 138 825   |
| 1990 | 139 663   |
| 1995 | 140 463   |
| 2000 | 136 701   |
| 2005 | 133 357   |
| 2010 | 131 492   |
| 2015 | 129 146   |